# Markus Werner
Markus Werner (* 27. Dezember 1944 in Eschlikon, Kanton Thurgau; † 3. Juli 2016 in Schaffhausen) war ein Schweizer Schriftsteller. Er schrieb sieben Romane, die zwischen 1984 (Zündels Abgang) und 2004 (Am Hang) erschienen.

## Leben
Markus Werner wurde in Eschlikon im Kanton Thurgau geboren. 1948 zog die Familie nach Thayngen in den Kanton Schaffhausen um. Dort besuchte Werner die Schule und absolvierte 1965 die Matura. Anschliessend studierte er Germanistik, Philosophie und Psychologie an der Universität Zürich und promovierte 1974 mit einer Arbeit über Max Frisch, dessen Einfluss auf Werners Schreiben bedeutsam war. Von 1975 bis 1985 war er Hauptlehrer, von 1985 bis 1990 Lehrbeauftragter an der Kantonsschule Schaffhausen. Ab 1990 war er freier Autor. Werner lebte ab 1980 in Opfertshofen, später zog er nach Schaffhausen, wo er im Juli 2016 mit 71 Jahren verstarb.
Werners Archiv wurde 2008 vom Schweizerischen Literaturarchiv erworben.

## Werners Figuren
Die Romanhelden von Markus Werner, der im Alter von 40 Jahren mit Zündels Abgang (1984) debütierte, haben ihrem Beruf den Rücken gekehrt. Aus ihrem Blickwinkel beschreibt Werner lakonisch, mit Humor, Staunen, aber auch Verzweiflung den Alltag. Dabei entsteht eine Fülle von streng kalkulierten Szenen und Episoden, in denen die Einrichtung der Welt, auf die sich Werners Hauptdarsteller keinen Reim machen können, in überscharfen, bisweilen grotesken Details zu Tage tritt. Gerade an den scheinbar harmlosen Tücken des Alltages scheitern Werners Figuren, an den tauben Ohren ihrer Mitmenschen, an ihren kalten, sturen Seelen – Zündels Abgang ist als Motto ein bezeichnendes Zitat Robert Walsers vorangestellt: «Zum Warmwerden lag allem Anschein nach keine Ursache vor». Auch die menschlichen Unzulänglichkeiten werden in tragikomischem Grundton vorgeführt. In Werners Texten zeigt sich das Selbstverständliche als Seltsames; man staunt und wundert sich wie ein Kind. Seine Romanfiguren plädieren für das Recht, Schwächen zu haben und Fehler machen zu können («Sicherheit ist das Kennzeichen des Tölpels», in: Die kalte Schulter, bzw. chinesisches Sprichwort), sie sehnen sich nach Zärtlichkeit, verfluchen jedoch zugleich in oftmals scharfem Ton die Welt, ihre Mitmenschen und nicht zuletzt sich selbst.

## Werke
- Bilder des Endgültigen, Entwürfe des Möglichen. Zum Werk Max Frischs. Lang, Bern 1975, ISBN 3-261-01507-1 (= Diss. Zürich 1974).
- Zündels Abgang. Roman. Residenz, Salzburg 1984; Fischer Taschenbuch 2011, ISBN 978-3-596-19072-0.
- Froschnacht. Roman. Residenz, Salzburg 1985; Fischer Taschenbuch 2011, ISBN 978-3-596-19071-3.
  - Hörbuch: Klemens. Monolog aus Froschnacht, gelesen von Hanspeter Müller-Drossaart, 2011, ISBN 978-3-85616-459-1.
- Die kalte Schulter. Roman. Residenz, Salzburg 1989; Fischer Taschenbuch 2011, ISBN 978-3-596-19069-0.
- Bis bald. Roman. Residenz, Salzburg 1992; Fischer Taschenbuch 2011, ISBN 978-3-596-19067-6 (2005 in die Reihe Schweizer Bibliothek aufgenommen).
- Festland. Roman. Residenz, Salzburg 1996; Fischer Taschenbuch 2012, ISBN 978-3-596-19070-6.
  - Hörbuch: Hörspielfassung, 3 CDs, 2005, ISBN 3-85616-247-X.
- Der ägyptische Heinrich. Roman. Residenz, Salzburg 1999; Fischer Taschenbuch 2012, ISBN 978-3-596-19068-3.
- Am Hang. Roman. S. Fischer, Frankfurt am Main 2004; Fischer Taschenbuch 2006, ISBN 978-3-596-16467-7.
  - Hörbuch: Lesung mit Hanspeter Müller-Drossaart, 4 CDs, 2005, ISBN 3-89813-401-6.

## Verfilmungen
- Im Oktober 2013 kam die Verfilmung Am Hang des Schweizer Regisseurs Markus Imboden in die Kinos. Die Hauptrollen spielten Henry Hübchen, Max Simonischek und Martina Gedeck.

## Auszeichnungen
- 1984 Literaturpreis der Jürgen Ponto-Stiftung
- 1984 und 1993 Einzelwerkpreise der Schweizerischen Schillerstiftung
- 1986 Georg-Fischer-Preis der Stadt Schaffhausen
- 1990 Alemannischer Literaturpreis[2]
- 1993 Thomas-Valentin-Literaturpreis der Stadt Lippstadt
- 1995 Prix littéraire Lipp (Genf)
- 1997 Preis der SWR-Bestenliste
- 1999 Hermann-Hesse-Preis
- 2000 Joseph-Breitbach-Preis (gemeinsam mit Ilse Aichinger und W. G. Sebald)
- 2002 Johann-Peter-Hebel-Preis des Landes Baden-Württemberg
- 2005 Gesamtwerkspreis der Schweizerischen Schillerstiftung
- 2006 Bodensee-Literaturpreis der Stadt Überlingen
- 2008 Ehrenpreis von Stadt und Kanton Schaffhausen
- 2010 Zonser Hörspielpreis
- 2016 ProLitteris-Preis[3]